# Margaret Reed Lewis
Margaret Adaline Reed Lewis (Kittanning, 9 de noviembre de 1881-20 de julio de 1970) fue una bióloga celular y embrióloga estadounidense que hizo contribuciones a la investigación del cáncer y a las técnicas de cultivo celular, y probablemente fue la primera persona en cultivar con éxito tejido de mamíferos in vitro . Fue autora de alrededor de 150 artículos, muchos de ellos en coautoría con su marido Warren Harmon Lewis . Los Lewis desarrollaron un medio de crecimiento llamado solución Locke-Lewis y recibieron conjuntamente la Medalla de Oro Gerhard de la Sociedad de Patología de Filadelfia. 

## Temprana edad y educación
Margaret Adaline Reed nació en Kittanning, Pensilvania, el 9 de noviembre de 1881, de padres Joseph C. y Martha A. (Walker) Reed. De 1897 a 1901 asistió al Goucher College (entonces conocido como Woman's College of Baltimore), donde obtuvo un AB. Después de graduarse, estudió en el Bryn Mawr College, la Universidad de Columbia y las universidades de Zurich, París y Berlín, pero nunca obtuvo un diploma de graduación. En Bryn Mawr y Columbia investigó la regeneración en anfibios y cangrejos de río, y ayudó al destacado embriólogo Thomas Hunt Morgan .   

## Carrera

### Cultivoin vitrode mamíferos.
En 1908, Margaret Reed investigó en Berlín en el laboratorio de Max Hartmann, donde realizó probablemente el primer cultivo in vitro de células de mamíferos con médula ósea de cobaya, explantando la médula ósea y colocándola en un agar rico en nutrientes producido por su colega investigadora de laboratorio Rhoda Erdmann y incubando la muestra. Unos días después de hacerlo, descubrió que algunos de los núcleos presentaban características de mitosis. Este descubrimiento fue revisado por Margaret Reed después de casarse con Warren Lewis, en 1910. En sus esfuerzos combinados, los Lewis descubrieron que la proliferación celular con su selección de medios y métodos parecía ocurrir sólo en tejidos comunes a todos los órganos, como el tejido conectivo y el endotelio de los vasos sanguíneos. Dado que el principal interés de los Lewis eran las estructuras celulares microscópicas, su objetivo era crear medios ópticamente transparentes, lo que llevó a la creación de la solución Locke-Lewis. Este medio está compuesto por soluciones salinas complementadas con caldo y dextrosa. El tejido cultivado en este medio se preparó mediante un método que se conoce como "Cultivo de Lewis", en el que los trozos de tejido se colocaban en una gota que colgaba en la parte inferior de una fina lámina de vidrio. En la solución de Locke-Lewis, las células más robustas, como los fibroblastos y los macrófagos, tenían tendencia a migrar fuera del explante y aplanarse, lo que las hacía fáciles de observar con grandes aumentos. 

### Biología Celular
Lewis fue uno de los primeros científicos en observar la dinámica de las mitocondrias en las células vivas. En 1915 Margaret y Warren Lewis publicaron un análisis exhaustivo  de las formas y movimientos de las mitocondrias en células cultivadas. Los estudios pioneros de lapso de tiempo de Lewis incluyeron observaciones del movimiento mitocondrial hacia y desde el centrosoma, la fisión mitocondrial y la fusión mitocondrial . En el mismo artículo, Lewis presentó quizás las primeras descripciones de la fragmentación mitocondrial y la mitofagia inducidas por el estrés.

### Embriología
Lewis y su esposo ayudaron a desarrollar y poner en práctica los primeros sistemas experimentales para observar y comprender la fisiología de las células somáticas en organismos complejos, lo que demostró que el comportamiento de estas células autónomas tenía una relación significativa con el desarrollo, la infección, la inmunidad, la fisiología y el desarrollo de cáncer para el organismo. Como resultado, su trabajo sirvió para establecer la importancia del comportamiento celular. Como resultado, el mayor impacto de esta pareja en la embriología y la biología celular en el siglo XX fue enseñar a las generaciones posteriores de biólogos los factores básicos implicados en el cultivo de tejidos basándose en lo que habían aprendido de sus investigaciones. Los Lewis vieron un lugar para los hallazgos sobre la célula relacionados también con la embriología, y expresaron esta perspectiva al presidente de la Institución Carnegie de Washington cuando le escribieron que conocer el alcance de la individualidad permanente de una célula debe determinarse antes de ser posible comprender cómo cooperan y se integran en un tejido. Esta perspectiva es la que dio a Margaret y Warren Lewis su lugar en el Departamento de Embriología de la Institución Carnegie. Con tantas vías abiertas para explorar gracias al cultivo celular, Margaret Lewis y su marido divergieron en su área de estudio, y Margaret Lewis optó por centrarse en problemas microbiológicos, lo que implicó observaciones minuciosas de los intestinos de embriones de pollo que reaccionaban a los bacilos tifoideos en el medio en el que se encontraban. estaba crecido. A través de las técnicas de cultivo de tejidos que los Lewis habían desarrollado, estos estudios demostraron que las infecciones y enfermedades eran fenómenos celulares en el sentido de que la infección se observaba en un sistema aislado, pero los eventos ocurrían de una manera que se observaría en un organismo como un todo.  En su trabajo con embriones de pollo, Margaret Lewis estudió la formación de tejido conectivo dentro de los tejidos, así como fuera de un entorno donde están presentes los factores implicados en la coagulación. Lewis observó que las fibrillas del tejido conectivo resultaban de las transformaciones citoplasmáticas de las células. En sus estudios de cultivos de tejido explantados, Lewis observó que las células eligen migrar lejos de la muestra de tejido y dividirse como células individuales, lo que resulta en la pérdida de la apariencia característica del tejido. Sin embargo, también hizo la distinción de que las células no se vuelven más embrionarias como afirmaban Champy y otros, sino que pierden su apariencia diferenciada como tejido. Esta diseminación de las células y la falta de una forma de tejido característica provocó que faltara el desarrollo de fibrillas en muchos cultivos de tejidos; sin embargo, hubo algunos cultivos en los que se desarrollaron fibras de tejido conectivo y se pudo rastrear su progresión. Observó que las fibrillas comienzan como líneas delicadas en el exoplasma y se convierten en haces que pasan entre las células. Lewis tampoco encontró evidencia de que las vacuolas formaran fibrillas como creían otros investigadores. 

### Cáncer
En 1951, Lewis aisló un carcinoma epidermoide espontáneo en el pulmón de un ratón, que pasó a ser conocido como carcinoma de pulmón de Lewis . Este carcinoma fue uno de los primeros tumores que pudieron trasplantarse y usarse para determinar si un compuesto tenía potencial como agente anticancerígeno.  Ha desempeñado un papel importante en modelos tumorales más recientes utilizados en estudios metastásicos y de angiogénesis, ya que es un carcinoma altamente maligno, que produce tumores cuando se trasplanta y aumenta el crecimiento metastásico después de que se extirpa el carcinoma implantado por vía subcutánea.  Algunas de las investigaciones de Margaret Reed Lewis sobre la mecánica del cáncer incluyeron la infiltración mieloide y la atrofia de tumores inducida por estrangulación en ratas.   En su estudio sobre la infiltración mieloide, Lewis descubrió que este fenómeno se producía en las glándulas suprarrenales, pero no era común a todos los sujetos examinados con tumores. Sin embargo, el crecimiento tumoral parecía estar asociado con la progresión de la neutrofilia en sangre periférica y la hiperplasia mieloide en ciertos órganos.  En el artículo sobre atrofia tumoral, Margaret Lewis demostró que el tejido tumoral se inactivaba en ambientes desprovistos de circulación suficiente y continuaba en este estado detenido cuando se trasplantaba a otras ratas. Esto condujo a la absorción y resistencia a la implantación de tumores viables. 

### Enseñanza
Entre 1901 y 1912, Lewis ocupó varios puestos docentes. Fue asistente de zoología en Bryn Mawr College (1901-1902); profesora de ciencias en Miss Chapin's School, profesora de fisiología en el New York Medical College for Women (1904-1907); profesor en Barnard College (1907-1909) e instructor de anatomía y fisiología en la Escuela de formación para enfermeras del Hospital Johns Hopkins (1911-1912). En 1910 se casó con Warren Harmon Lewis, también fisiólogo celular. Los Lewis colaboraron en muchos proyectos de investigación a lo largo de los años, incluido el descubrimiento de que las células de macrófagos derivaban de monocitos y no eran tipos de células separados.  Ya sea que trabajaran en un proyecto independiente o colaborativo, la pareja trabajó juntos en el laboratorio y se consultaron sobre sus hallazgos.  Sus hijos fueron Margaret Nast Lewis, que se convirtió en física, Warren R. Lewis, que trabajó como ingeniero y físico atómico, y Jessica H. Lewis, que fue profesora investigadora asociada. Como científica de principios del siglo XX, Margaret Reed Lewis no pudo impulsar sus propios logros en su campo de trabajo, pero ella y su marido pudieron desarrollar aún más técnicas de cultivo de tejidos y demostrar cómo las células individuales impactan el organismo como entero.  En 1915 Lewis se unió a la Carnegie Institution de Washington . En 1940 fue elegida miembro del Instituto Wistar de Filadelfia y fue miembro honorario vitalicio de la Tissue Culture Society.  Lewis y su esposo recibieron la Medalla de Oro William Wood Gerhard de la Sociedad de Patología de Filadelfia en 1958 debido a sus contribuciones a la patología.  Lewis murió el 20 de julio de 1970, a la edad de 88 años. 